# Vyšné Repaše
Vyšné Repaše (allemand : Oberrippsch) est un village de Slovaquie situé dans la région de Prešov.

## Histoire
Première mention écrite du village en 1323.

## Démographie

### Évolution de la population
| Année:               | 1994. | 2004.    | 2014.   | 2024.    |
| -------------------- | ----- | -------- | ------- | -------- |
| Nombre de personnes: | 143   | 115      | 104     | 92       |
| Différence:          |       | -19,58 % | -9,56 % | -11,53 % |

| Année:               | 2023. | 2024.   |
| -------------------- | ----- | ------- |
| Nombre de personnes: | 90    | 92      |
| Différence:          |       | +2,22 % |